# Torquat d'Acci
Pour les articles homonymes, voir Saint Torquat (homonymie).
Saint Torquat (Torquatus en latin, c'est-à-dire « qui porte un collier ») est un saint martyr du Ier siècle vénéré par les Églises orthodoxe orientales et catholique. Patron de la ville de Guadix et du diocèse (l'Acci antique) dans la province de Grenade, il fut, selon la tradition, évêque (épiscope) de l'antique diocèse d'Acci vers 47, ainsi que le premier des sept évêques de la Bétique envoyés de Rome afin d'évangéliser le Sud de l'Espagne au Ier siècle.

## Situations
Appelés les "Sept hommes apostoliques", ils auraient été envoyés directement par les saints Pierre et Paul. Outre Torquat à Acci, il s'agit de Ctésiphon à Vergi (aujourd'hui Berja), Second à Abula (identifiée comme Abla ou Avila), Indalèce à Urci (aujourd'hui Pechina), Cécilius à Illiberis ou Elvire, Hésychius à Carcesi (identifiée comme Cazorla), et Euphrase à Illiturgis (situé entre Bailén et Andújar).
La plupart d'entre eux sont considérés comme martyrs ou confesseurs de la foi. 

## Vénérations
Les reliques de Torquat ont été redécouvertes au VIIIe siècle durant l'invasion mauresque de l'Espagne, dans une église construite en son honneur, près du fleuve Lima.   
Puis elles ont été transférées avec celles d'Euphrase en Galice. Celles de Torquat sont restées longtemps dans l'église wisigothe de Santa Comba de Bande (Orense).
Nouvelle translation au Xe siècle, au monastère de San Salvador à Celanova (province d'Orense). 
En 1592, la tombe de Celanova fut ouverte et une partie des reliques de saint Torquat fut répartie entre Guadix, notamment au collège jésuite, Saint-Jacques-de-Compostelle, Orense, l'Escurial, et en 1627, à Grenade. Les reliques laissées à San Salvador de Celanova ont été placées dans la chapelle principale de l'église du monastère, avec celles de saint Rudesinde, le fondateur des lieux.
La cathédrale de Guadix conserve trois reliques associées au saint : un bras, la mâchoire et un os de talon ou calcanéus (non exposé).

## Galerie

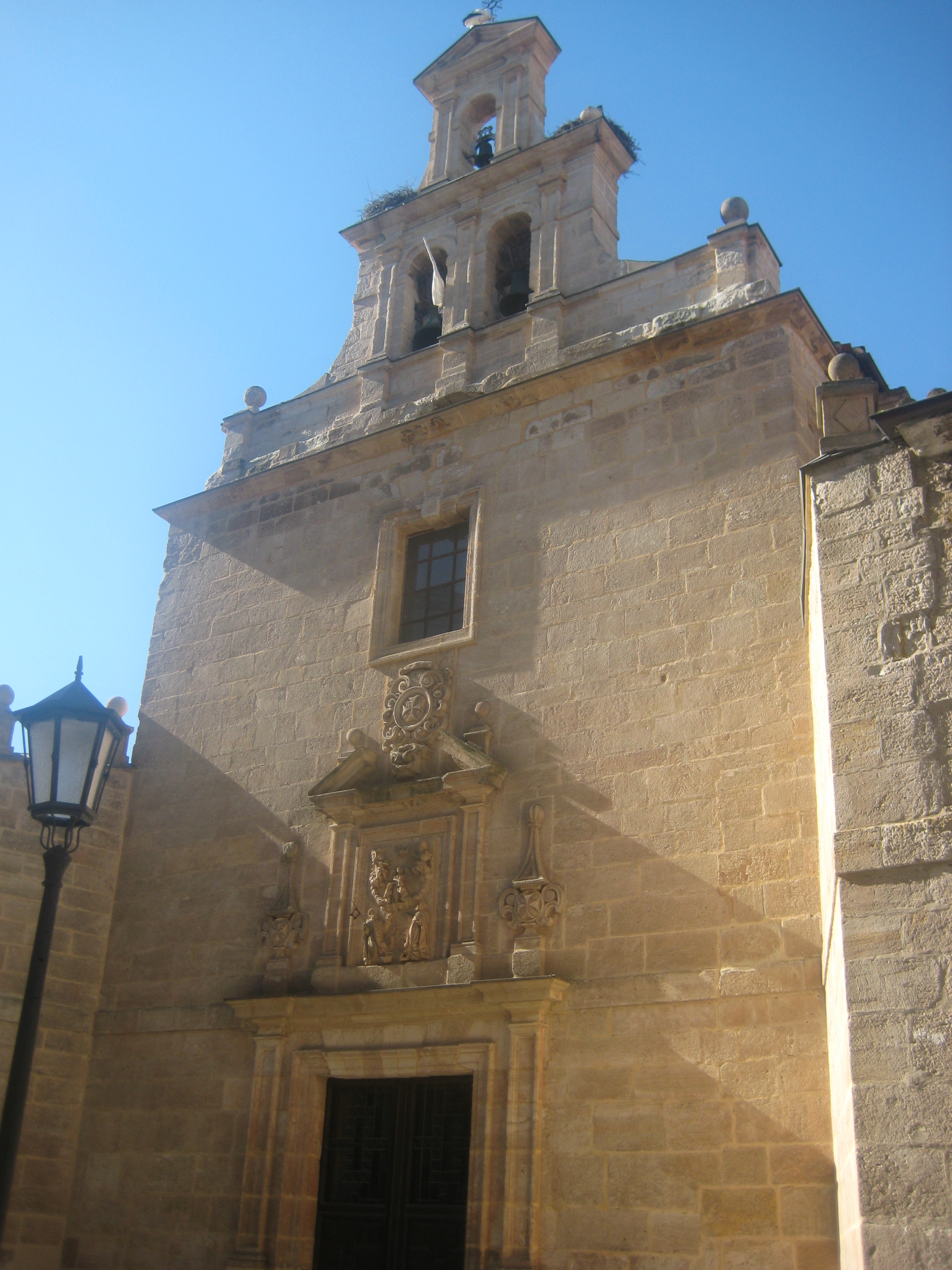
Église Saint-Torquat à Zamora.
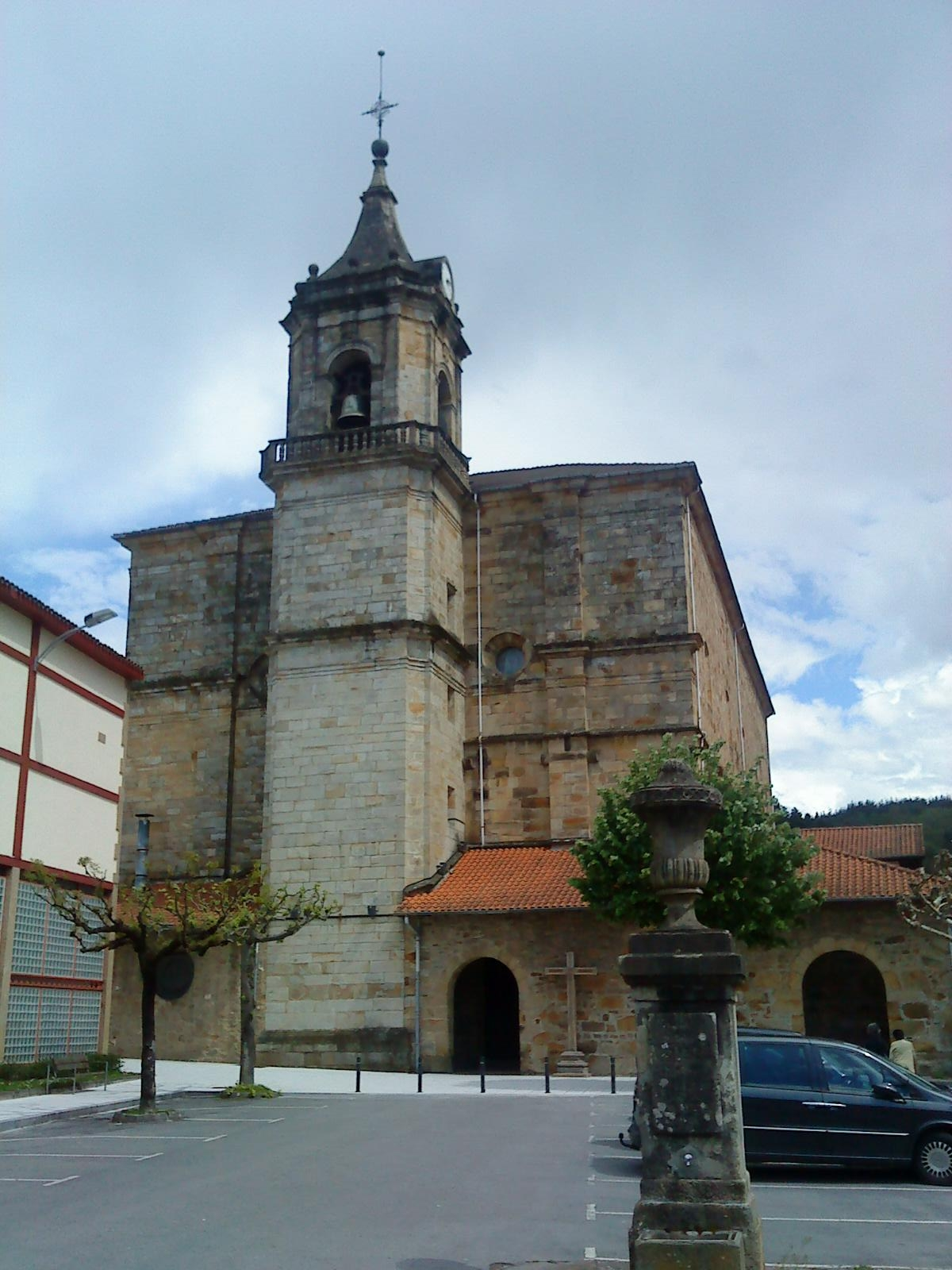
Église Saint-Torquat à Abadiño.
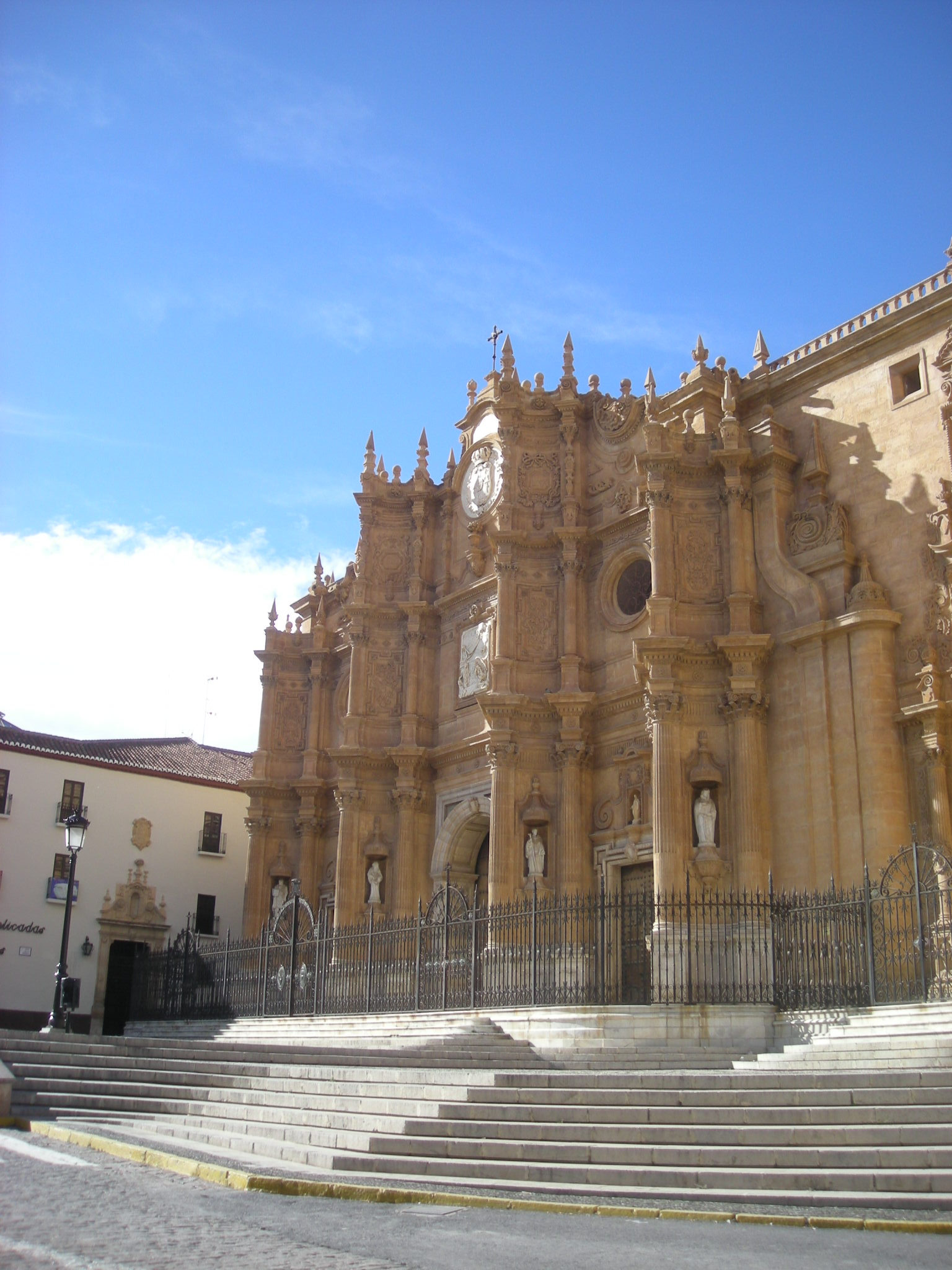
Cathédrale de Guadix. Au Xe siècle, il y avait une église hispano-wisigothique, siège épiscopal créé par saint Torquat.
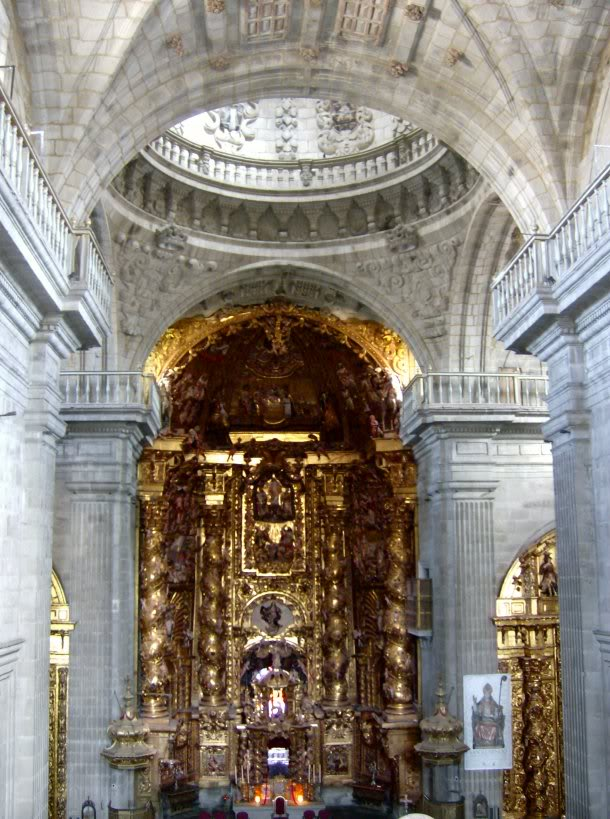
Autel dans le monastère Saint-Sauveur de Celanova contenant les restes de saint Torquat[2],[3] et de saint Rudesinde.

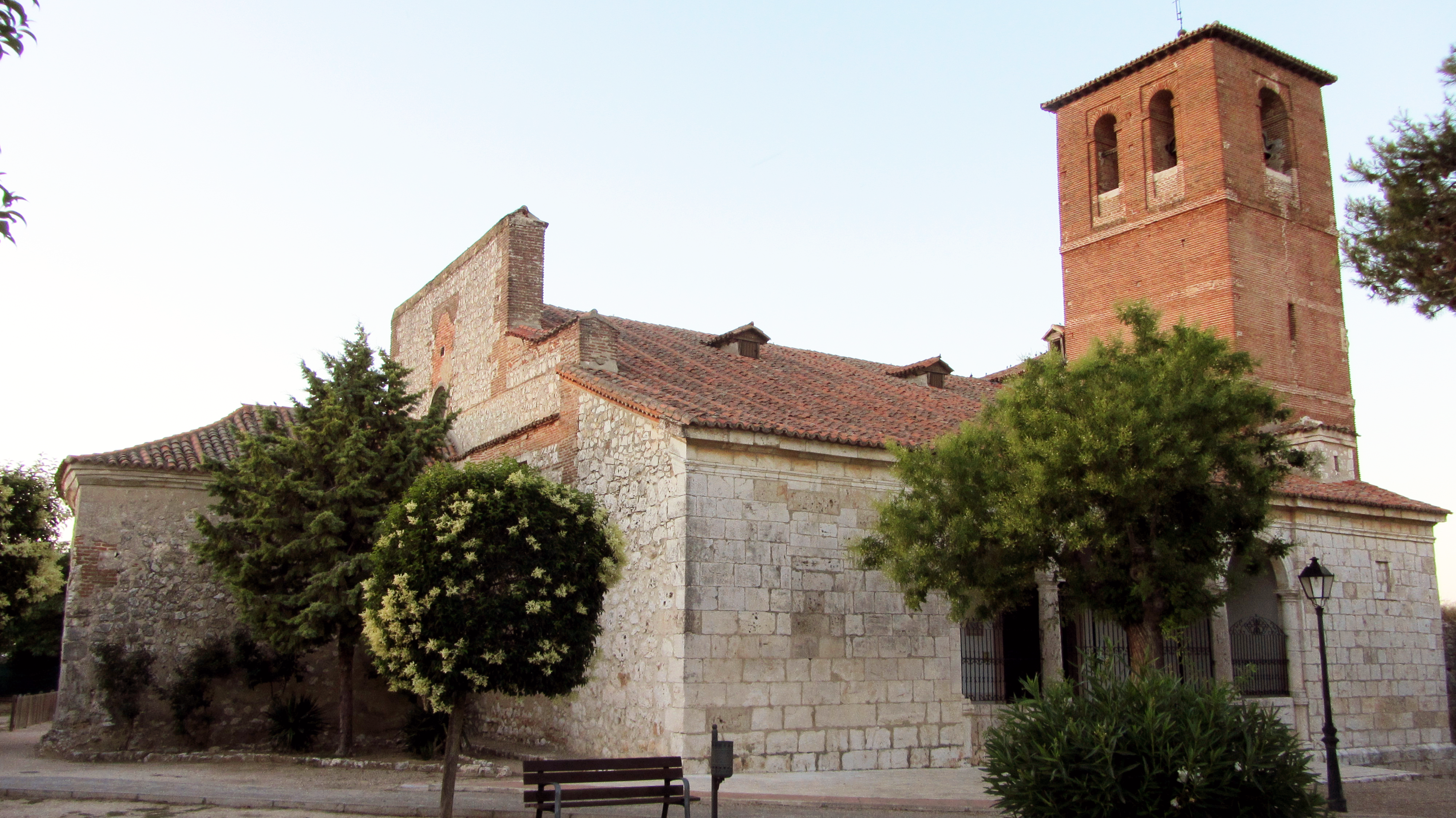
Église paroissiale Saint-Torquat à Santorcaz.
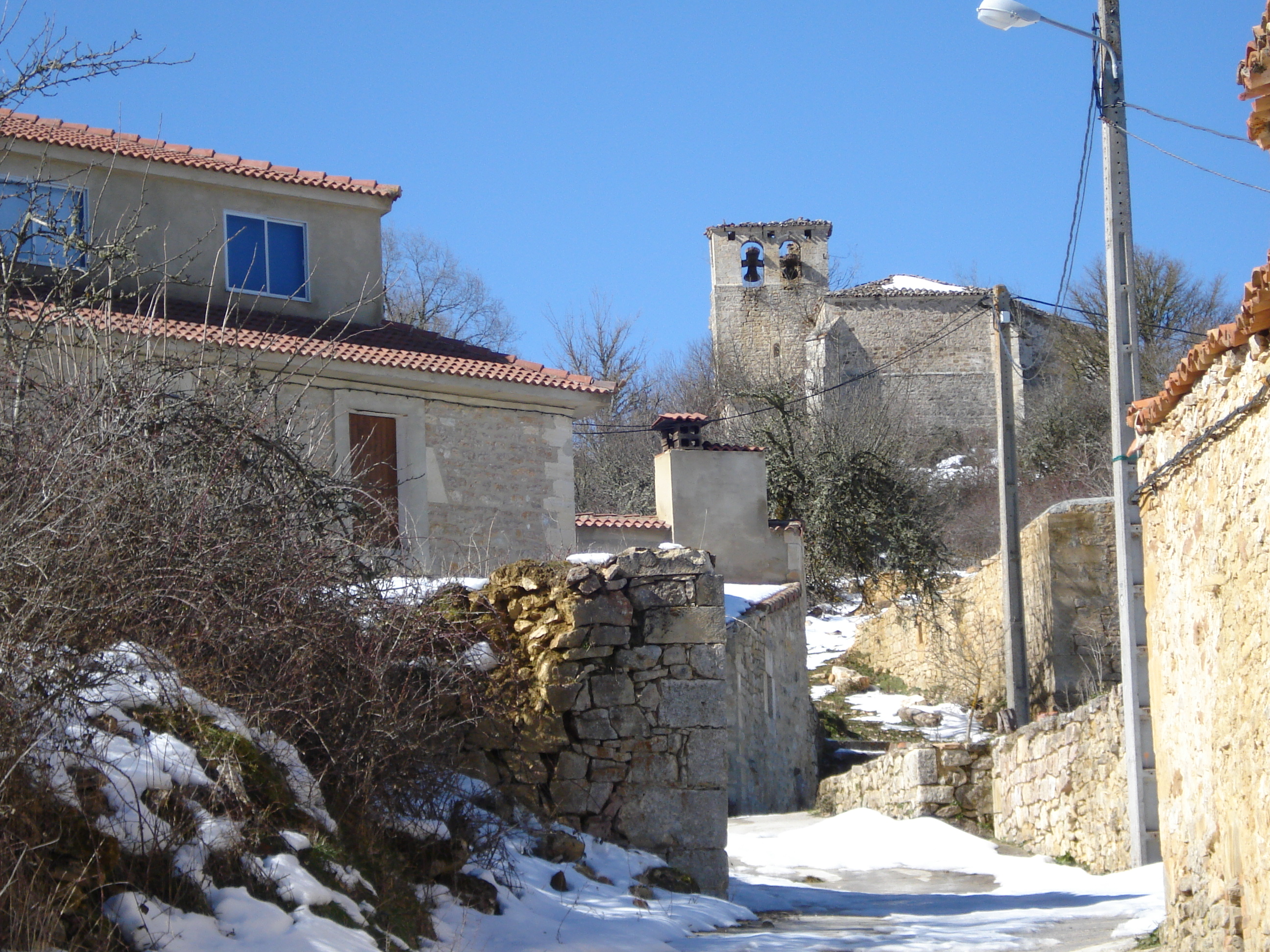
Église Saint-Torquat (XIIe siècle) de Villaescusa del Butrón, Los Altos.
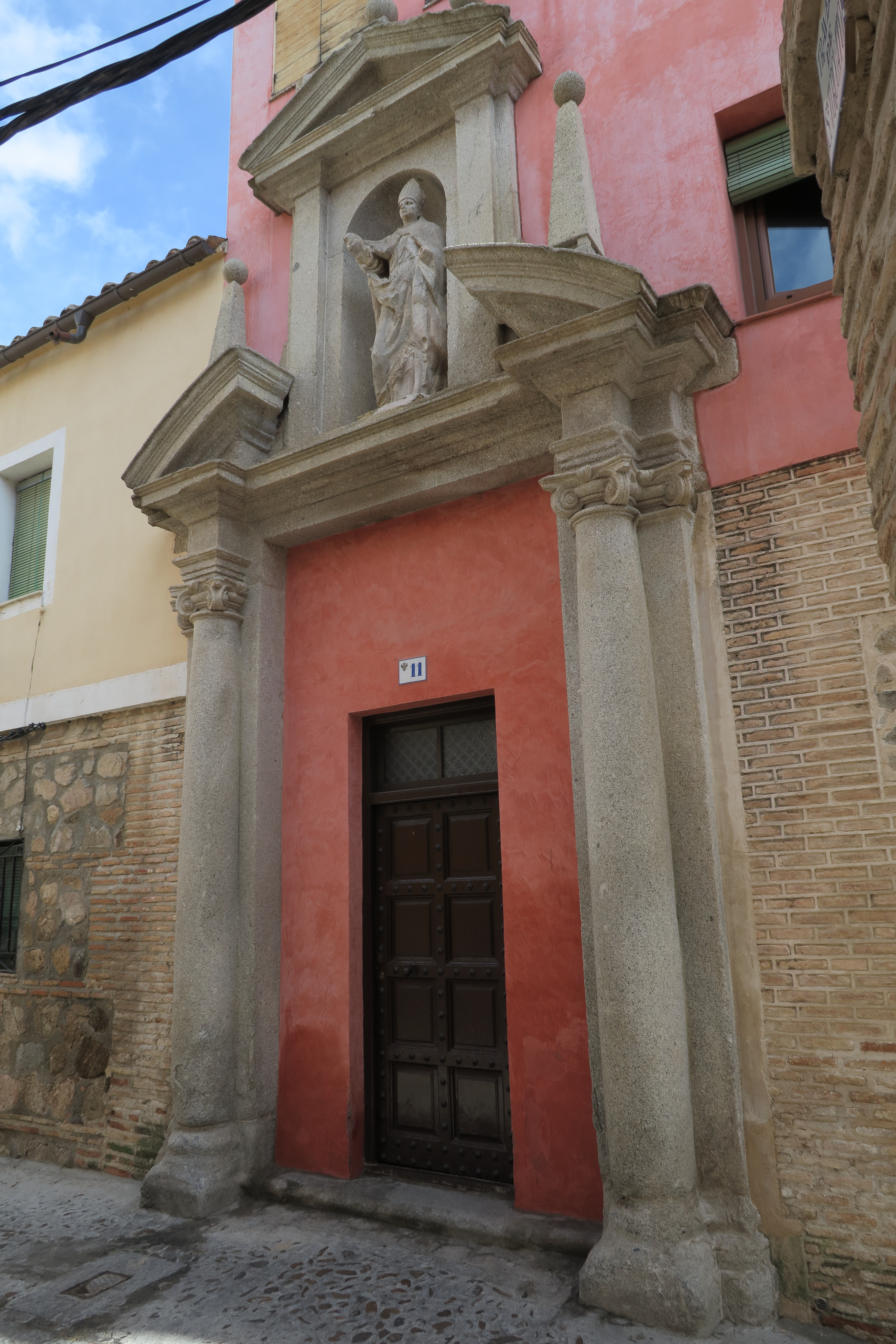
Portail de l'église Saint-Torquat (Tolède).